# Fumagalli
José Fernando Fumagalli (Monte Alto, 5 oktober 1977) is een Braziliaans voetballer.